# Scott-Hansenovy ostrovy
Scott-Hansenovy ostrovy (rusky Острова Скотт-Гансена, Ostrova Skott-Gansena) je skupina tří malých ostrovů pokrytých tundrou. Nachází se v Karském moři, asi 20 km od špičky sibiřského poloostrova Michajlova. Někdy se tyto ostrovy vyskytují v mapách pod názvem Scott-Gansenovy ostrovy, který je ovlivněn ruským přepisem jména Hansen.
Skupina Scott-Hansenových ostrovů patří administrativně do Krasnojarského kraje na Sibiři. Je součástí Velké arktické státní přírodní rezervace, která je největší přírodní rezervací v Rusku. Nejzápadnější ostrov je větší než zbylé dva, ale i tak je jen 3 km dlouhý. Jednotlivé ostrovy nemají na běžných mapách samostatná jména a jsou pojmenovány jen jako skupina. Moře, které ostrovy obklopuje, je v zimě pokryto ledovými krami s nějakými polyniemi. Kry zde mohou být i v létě.

## Sigurd Scott-Hansen
Toto souostroví je pojmenováno po norském námořním poručíkovi Sigurdu Scott-Hansenovi (1868–1937), který měl během Nansenovy polární výpravy na lodi Fram v roce 1893 na starosti provádění astronomických a meteorologických pozorování.
Narodil se ve skotském Leithu, kde byl jeho otec Andreas Hansen farářem v Norském námořnickém kostele. Scott-Hansen vyrostl v norské Kristianii (nyní Oslo) a po škole vstoupil do Norského královského námořnictva. V roce 1889 se stal podporučíkem, roku 1892 poručíkem, roku 1898 korvetním kapitánem a v roce 1910 byl jmenován fregatním kapitánem.
V letech 1893–1896 se zúčastnil první Nansenovy polární výpravy na lodi Fram, kde se staral o záznamy meteorologických, astronomických a magnetických údajů.
Roku 1931 odešel Sigurd Scott-Hansen z královského námořnictva do důchodu. Poté pomáhal při rekonstrukci vnitřku lodi Fram. Zemřel v roce 1939, rok poté, co bylo na poloostrově Bygdøy na západním předměstí Oslo otevřeno Muzeum Fram.